# Olympische Jugend-Sommerspiele 2014/Teilnehmer (Lettland)
| Gelbes Symbol für Goldmedaillen mit stilisierten Olympischen Ringen | Graues Symbol für Silbermedaillen mit stilisierten Olympischen Ringen | Braundes Symbol für Bronzemedaillen mit stilisierten Olympischen Ringen |
| ------------------------------------------------------------------- | --------------------------------------------------------------------- | ----------------------------------------------------------------------- |
| —                                                                   | —                                                                     | 1                                                                       |

Die Jugend-Olympiamannschaft aus Lettland für die II. Olympischen Jugend-Sommerspiele vom 16. bis 28. August 2014 in Nanjing (Volksrepublik China) bestand aus 13 Athleten.

## Athleten nach Sportarten

### Beachvolleyball
Mädchen
- Tīna Graudiņa
- Anastasija Kravčenoka
9. Platz

### Gewichtheben
Mädchen
- Rebeka Koha
Federgewicht: Bronze

### Leichtathletik
| Mädchen - Jūlija Tarvide Hochsprung: 13. Platz 8 × 100 m Mixed: DNF - Laine Donāne Speerwurf: 4. Platz 8 × 100 m Mixed: 60. Platz | Jungen - Artūrs Makars 10 km Gehen: 8. Platz - Jāzeps Groza Speerwurf: 9. Platz 8 × 100 m Mixed: 48. Platz |

### Moderner Fünfkampf
Jungen
- Ņikita Bistrovs
Einzel: 8. Platz
Mixed: 22. Platz (mit Kali Sayers  Kanada)

### Schießen
Mädchen
- Agate Rašmane
Luftpistole 10 m: 10. Platz
Mixed: Bronze  (mit Wilmar Madrid  Guatemala)

### Schwimmen
| Mädchen - Dana Kolidzeja 50 m Brust: 21. Platz 100 m Brust: 22. Platz | Jungen - Jānis Šaltāns 50 m Freistil: 10. Platz 100 m Freistil: 18. Platz 50 m Rücken: 9. Platz 100 m Rücken: 17. Platz 50 m Schmetterling: 8. Platz |

### Segeln
Mädchen
- Ketija Birzule
Windsurfen: 12. Platz

### Tennis
Mädchen
- Jeļena Ostapenko
Einzel: Achtelfinale
Doppel: Bronze  (mit Akvilė Paražinskaitė  Litauen)
Mixed: Achtelfinale (mit Daniel Appelgren  Schweden)